# 央视财经50指数
央视财经50指数（央視50 深交所：399550）是一檔中華人民共和國的股市編成指數，屬於深圳证券信息有限公司，由中央电视台财经频道联合北京大学、复旦大学、中国人民大学、南开大学、中央财经大学五大院校，以及中国注册会计师协会、大公国际等機構編制，指数基日为2010年6月30日，指数在2012年6月6日開始啟動发布。

## 內涵
2011年8月21日時北京召開中国上市公司峰会，中央电视台财经频道主办，該次大會主目的就是央視50指數的成立，選出50家符合中国社會發展價值觀且體質穩健的公司。
評選標準為企業符合成长、创新、回报、公司治理、社会责任五大項目(权重均为20%)及下屬細項。
- 成长

云南白药（000538）、苏宁电器（002024）、美的电器（000527）、中联重科（000157）、格力电器（000651）、福耀玻璃（600660）、包钢稀土（600111）、贵州茅台（600519）、青岛海尔（600690）、大北农（002385）。
- 回报

国电南瑞（600406）、古井贡酒（000596）、三一重工（600031）、山西汾酒（600809）、阳光照明（600261）、青松建化（600425）、上海家化（600315）、巨化股份（600160） 峨眉山A（000888）悦达投资（600805）。
- 创新

上海电气（601727）、四维图新（002405）、川大智胜（002253）、海康威视（002415）、超图软件（300036）、华力创通（300045）、科大讯飞（002230）、新北洋（002376）、碧 水 源（300070） 双鹭药业（002038）。
- 治理

万科A（000002）、中国太保（601601）、中国平安（601318）、天士力（600535）、工商银行（601398）、中国银行（601988）、同仁堂（600085）、博瑞传播（600880）、天源迪科（300047）、武汉凡谷（002194）。
- 责任

中国神华（601088）、天津港（600717）、上汽集团（600104）、宝钢股份（600019）、建设银行（601939）、中煤能源（601898）、潍柴动力（000338）、中泰化学（002092）、民生银行（600016）、青岛啤酒（600600）。

## 參看
- 道瓊工業指數
- 上證50指數
- 沪深300